# Église de la Trinité de Bernaville
L'église de la Trinité de Bernaville est située sur le territoire de la commune de Bernaville, dans le département de la Somme, au nord-ouest d'Amiens.

## Historique
La construction d'une chapelle à Bernaville remonte au XIIe siècle. Cette chapelle fondée en 1160, dépendait du prieuré d'Épécamps. Le portail du XIIIe siècle possédait une statue du XVe siècle représentant la Vierge tenant son fils sur les genoux. La nef et le chœur dataient pour l'essentiel du XIIe siècle. 
L'édifice primitif étant devenu vétuste, la construction d'une nouvelle église fut décidée à l'instigation de l'abbé Fliche. L'avant-projet de l'architecte amiénois Victor Delefortrie ne fut achevé qu'en 1886 pour le gros œuvre. Les vitraux de certaines baies furent posés entre 1888 et 1894.
Un calvaire édifié en 1890, au centre du cimetière communal, marque l'emplacement du chœur de l’ancienne église détruite en 1888.

## Caractéristiques
L'église de Bernaville a été construite en brique selon un plan basilical traditionnel, avec une nef à deux bas-côtés, un transept et un chœur. Son style est néo-gothique comme la plupart des églises construites à cette époque. Le clocher-porche se termine par un toit en flèche couvert d'ardoise. 
L'édifice est éclairé par 12 baies à lancettes géminées et surmontées par 12 rosaces toutes garnies de verre blanc. En 2019, un projet, soutenu par la Fondation du patrimoine prévoit la réalisation de douze vitraux dans la nef et du vitrail de la rosace de la chapelle de la Vierge située dans le transept
L'église conserve un certain nombre d'objets protégés en tant que monuments historiques :
- une statue du Christ de pitié, en pierre,
- une statue de saint Pierre en pierre polychrome,
- un groupe sculpté représentant Dieu le Père tenant sur ses genoux le corps du Christ,
- une statue de saint Roch, du XVIe siècle ;
- une statue de saint Sébastien, en bois peint du XVIIe siècle ;
- une statue de la Vierge à l'Enfant, en bois peint,
- une statue de sainte Geneviève en bois peint,
- une statue de saint Eloi en bois peint,
- une chaire à prêcher en chêne, avec panneau sculpté représentant la Trinité, du XVIIIe siècle ;
- un maître-autel en bois avec retable à trois bas-reliefs : Mise au tombeau, Trinité, Baptême du Christ, datés de 1886 ;
- une statue de saint François d'Assise, en bois peint, du XIXe siècle ;

Quelques fragments de vitraux anciens ont été placés dans la fenêtre du transept sud. La remise en état des vitraux de l'église s'est inscrite dans le cours des actions entreprises par les municipalités successives, pour la restauration de l'église, de l'orgue et le remplacement des vitraux. En 2020, une nouvelle phase de travaux a permis la rénovation des douze vitraux de la nef et de la rosace du transept ouest.  
L'orgue de tribune construit avant 1914 par Félix Van den Brande a été entièrement rénové bénévolement par Florian Drouet, en 2019-2020.